# Kerr County
Kerr County je okres ve státě Texas v USA. K roku 2010 zde žilo 49 625 obyvatel. Správním městem okresu je Kerrville. Celková rozloha okresu činí 2 870 km².